# Бун Карлайл
Бун Карлайл (англ. Boone Carlyle) — один из главных героев американского телесериала «Остаться в живых». Сводный брат другой героини — Шеннон Рутерфорд. Один из выживших, летевших в средней части самолёта Oceanic 815. Он попытался стать одним из лидеров выживших, но потерпел неудачу, однако стал соратником Локка. Бун прожил на острове 41 день, прежде чем скончался от травм, полученных при падении с дерева в обломке самолёта наркоторговцев. Он находился внутри него и пытался вызвать спасателей по чудом сохранившейся рации. На самом деле он связался с Бернардом, выжившим из хвостовой части рейса Oceanic 815, который находился на другом конце Острова. По словам Локка, Бун был жертвой, которую требовал Остров.

## Биография

### До авиакатастрофы
Когда Буну было 10 лет, его мать Сабрина вышла замуж за Адама Рутерфорда, у которого была дочь от предыдущего брака. Так у Буна появилась сводная сестра Шеннон. Впоследствии Адам погиб в автокатастрофе, когда его автомобиль врезался в машину Сары, будущей жены Джека Шепарда. В шестилетнем возрасте у Буна была няня по имени Тереза, которая фактически по его вине упала с лестницы и сломала шею.
Став старше, Бун недолгое время работал спасателем, затем стал управляющим филиалов свадебных салонов компании матери. Эту должность он получил вскоре после гибели отчима. В тот же период, будучи влюблён в Шеннон, он хотел одолжить сестре денег, но она не приняла его помощь.
Позднее он не раз решал её проблемы, выплачивая отступные её любовникам, когда отношения с ними начинали тяготить Шеннон. Однажды очередная просьба Шеннон о помощи привела Буна в Австралию. Разыскав сестру в Сиднее, он узнал, что всё это время она использовала его и лгала, играя на его чувствах, только за тем, чтобы получить деньги. Правда глубоко уязвила Буна. Далее Шеннон соблазнила его и предложила вместе вернуться в Америку.
В аэропорту Бун пытался обменять свои билеты на места в первом классе. Когда он сказал Шеннон, что мест нет, она ворвалась в кассу, чтобы повторить попытку. В ответ на это Бун сказал, что это аморально, а она сказала охране, что «некий араб» оставил подозрительную сумку в зале ожидания. Так она пыталась показать свою независимость.
Позже, перед отлётом, Бун и Шеннон зашли в кафе, чтобы расслабиться перед взлетом, однако, Шеннон продолжала кричать на него, обвиняя в неполучении мест в первом классе. Бун нашел стул рядом со столом Никки и Пауло. Смотря на ссору Шеннон и Буна, Никки сказала Пауло: «Надеюсь у нас таких отношений не будет».

### На острове
После крушения самолёта Бун помогал Джеку оказывать выжившим первую помощь. Из-за шока он начал неправильно делать Роуз массаж сердца, поэтому Джек отстранил его и занялся ею сам, а Буна отправил на поиски ручки для трахеостомии. Далее он вместе с Саидом, Шеннон, Кейт, Чарли и Сойером отправился в поход, чтобы попробовать с возвышенности отправить сигнал о помощи. Пересекая джунгли, он и остальные едва не стали жертвами белого медведя.
На 6-й день Бун едва не утонул, пытаясь спасти из воды женщину, и выжил благодаря Джеку, который заметил его и вытащил на берег. Желая принести пользу, он спрятал в укромном месте бутылки пресной воды, но добился лишь того, что настроил против себя всех обитателей лагеря, которые сочли, что Бун украл воду для себя самого. Все это время он продолжал опекать Шеннон, хотя его забота чередовалась с ревностью — заметив, что сестра и Саид увлеклись друг другом, Бун безрезультатно пытался расстроить их отношения.
Вскоре Бун начал охотиться вместе с Локком и превратился в его протеже. Когда Другие похитили Клер и Чарли, Бун вместе с Локком был в числе тех, кто бросился похищенным на помощь. Но на полпути они прекратили преследование, так как нашли в лесу подземный бункер, к которому стали затем приходить ежедневно и пытаться проникнуть внутрь. Эта находка, которую Локк попросил хранить в секрете, ещё больше отдалила Буна от остальных. Сперва Бун хотел рассказать о бункере Шеннон. Тогда Локк ударил его по голове, связал и бросил в лесу, предварительно втерев в рану у него на голове мазь с растительным наркотиком. Реалистичная галлюцинация, в которой Шеннон убил «чёрный дым», помогла ему преодолеть тягу к сестре.
Далее Локу приснился сон с участием Буна: он увидел окровавленного юношу и падающий в джунгли самолёт Beechcraft. Наутро он вместе с Буном отправился в лес и нашёл самолёт из своего сна. Так как Лок временно потерял способность передвигаться, в самолёт, повисший на дереве, забрался Бун. На борту оказалась партия героина, спрятанного в статуэтки Девы Марии, и истлевшее тело пилота.
Увидев неповреждённую рацию, Бун попытался установить связь и даже услышал ответное сообщение (потом выяснилось, что его послал Бернард — один из второй группы выживших), но в этот момент самолёт упал с дерева, воткнулся носом в землю и перевернулся. Локк отнёс искалеченного Буна в лагерь. Джек отчаянно пытался спасти Буна, но из-за того, что Локк скрыл обстоятельства его падения, лечение было неправильным, и в итоге Джек решил ампутировать Буну ногу. В последний момент Бун очнулся и, остановив Джека, вскоре скончался.
Бун появлялся в сериале ещё дважды, представ перед Локком в виде галлюцинации. В этом видении он вёз Локка в инвалидном кресле по аэропорту, где присутствовали остальные персонажи, и говорил, что Джону необходимо помочь кое-кому (но этого человека не было среди тех, кто был вокруг). Затем Бун исчез и возник наверху эскалатора. Пока Локк поднимался за ним, он изменил облик и стал таким, каким был перед смертью — израненным и окровавленным. Также Бун появлялся в сериале в начале и в конце шестого сезона.